# Voltage/AC
Voltage/AC es el primer álbum de estudio del cantante puertorriqueño Julio Voltio. Fue publicado el 14 de diciembre de 2004 a través de White Lion Records y Jiggiri Records, mientras la distribución internacional estuvo a cargo de Sony Music. Este fue el primer álbum de Voltio como solista, ya que formaba parte de un dúo conocido como Karel y Voltio, incluso publicando un álbum en 2003, pero sin conseguir mucha atención masiva, y optaron por separarse.
El álbum contiene los sencillos «Bumper» y «Julito Maraña», además de las colaboraciones de Sonora Ponceña, John Eric, Akon, Maestro, Tego Calderón y el dúo Zion & Lennox. La mitad del material fue pirateado y distribuido a través de CDs en blanco.

## Recepción
El álbum se mantuvo en Top Latin Albums de Billboard  en 2006.

## Lista de canciones
| N.º   | Título                                    | Duración |  |
| 1.    | «Intro»                                   | 3:13     |  |
| 2.    | «Julito Maraña» (con Tego Calderón)       | 3:25     |  |
| 3.    | «Maleante de cartón»                      | 4:18     |  |
| 4.    | «Cocorota»                                | 3:00     |  |
| 5.    | «Pa' guayarte esa mini» (con John Eric)   | 2:57     |  |
| 6.    | «Voltio»                                  | 3:47     |  |
| 7.    | «Locked-Up (Remix)» (con Akon)            | 4:08     |  |
| 8.    | «Mambo»                                   | 3:47     |  |
| 9.    | «Esto es de nosotros» (con Maestro)       | 2:42     |  |
| 10.   | «No amarres fuego» (con Zion & Lennox)    | 3:39     |  |
| 11.   | «Se van» (con Tego Calderón)              | 3:13     |  |
| 12.   | «Bumper»                                  | 3:32     |  |
| 13.   | «Voltio (Remix)»                          | 1:54     |  |
| 14.   | «No meten feca»                           | 4:43     |  |
| 15.   | «Cáscara»                                 | 2:55     |  |
| 16.   | «Achero pa' un palo» (con Sonora Ponceña) | 3:32     |  |
| 55:52 |                                           |          |  |

Notas
- «Mambo» contiene un sample de «Donde estabas tú» del álbum Mambo Madness.

## Posicionamiento en listas
| Listas (2005)                       | Mejor posición |
| ----------------------------------- | -------------- |
| Estados Unidos (Heatseekers Albums) | 33             |
| Estados Unidos (Reggae Albums)      | 2              |
| Estados Unidos (Top Latin Albums)   | 14             |
| Estados Unidos (Tropical Albums)    | 3              |